# Standard Motor Products of India

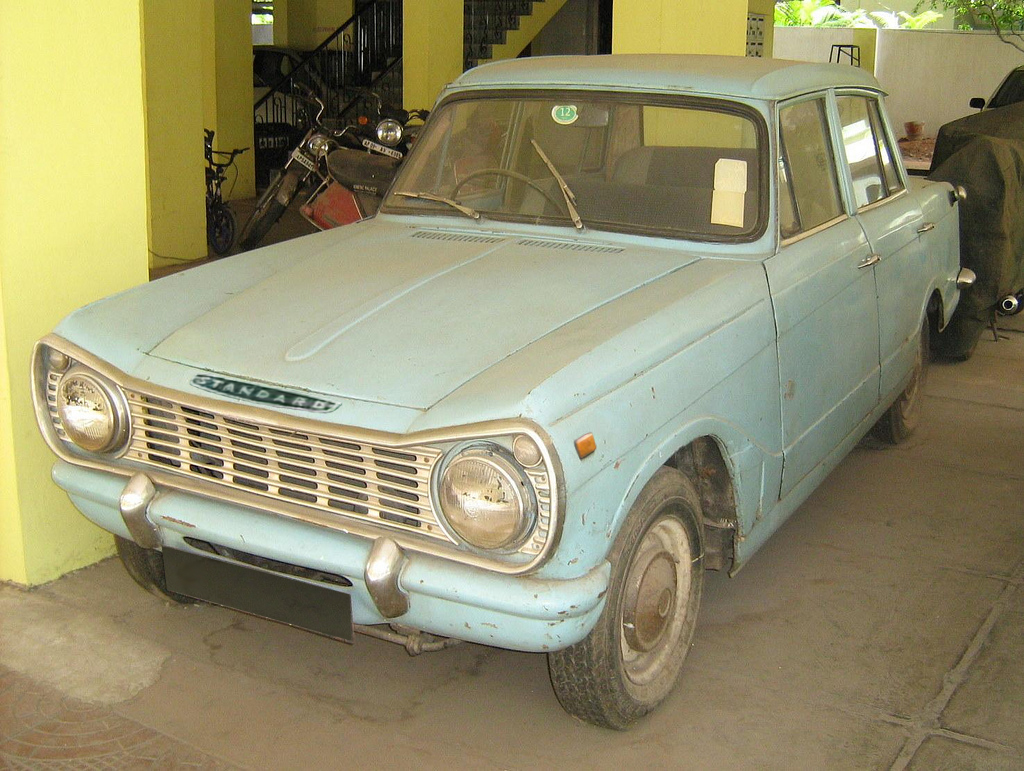
Standard Gazel Mark II (1974-1978 рр.)

Standard Motor Products of India Limited, також відомий як SMPIL був індійським виробником автомобілів, розташованим у Ченнаї, який виробляв автомобілі Standard та легкі комерційні транспортні засоби у співпраці з Standard-Triumph з Англії. Компанія була заснована в 1949 році і працювала до 1988 року.  

## Подальше читання
- - SMPIL Land - Business Line
- - Standards in India - Book:The Book of the Standard Motor Company By Graham Robson [Архівовано 2 липня 2018 у Wayback Machine.]